# Burg Werdegg
Burg Werdegg ist die abgegangene Höhenburg der Ritter von Werdegg auf einem Hügel bei Hittnau im Kanton Zürich in der Schweiz.

## Geschichte
Die Anlage war wohl Wohnsitz der von 1229 bis 1312 erwähnten Ritter von Werdegg.
1383 befand sich die Burg im Besitz der Herren von Breitenlandenberg, später der Herren von Hinwil. 1444 wurde sie im Alten Zürichkrieg von den Eidgenossen zerstört. In den Jahren 1892 und 1902 fanden Ausgrabungen statt.
Nach der Burg benannte sich unter anderem Rudolf II. von Landenberg-Werdegg, der nach 1393 die Leitung über das Johanniterhaus Küsnacht innehatte.

## Beschreibung
Der Burghügel verläuft oval und langgestreckt von Südsüdwest nach Ostnordost. Er ist in zwei große Bereiche und zwei kleinere Bereiche unterteilt.
Die Burg war dabei in mindestens zwei Burgteile unterteilt: im Südwesten die Haupt- und im Nordosten die Vorburg, jeweils durch Hals- oder Abschnittsgräben voneinander getrennt. Beide Teile sind jeweils nach ONO und SSW mit Abschnittsgräben vom Rest des Burghügels getrennt. Auf der Kernburg lassen sich Reste eines Bergfriedes und einer Abschnittsmauer erahnen.
Heute sind von der Burg sind nur noch die Burggräben sichtbar. Im Jahre 2000 wurde auf dem Hügel ein Gedenkstein angebracht.